# Euodynerus annectens
Euodynerus annectens är en stekelart som först beskrevs av Henri de Saussure 1870.
Euodynerus annectens ingår i släktet kamgetingar och familjen Eumenidae. Inga underarter finns listade i Catalogue of Life.